# Дорошенково (Сумская область)
Дорошенково (укр. Дорошенкове) — село,
Дорошовский сельский совет,
Ямпольский район,
Сумская область,
Украина.
Код КОАТУУ — 5925680805. Население по переписи 2001 года составляло 11 человек .

## Географическое положение
Село Дорошенково находится у истоков реки Кремля,
ниже по течению на расстоянии в 0,5 км расположено село Палащенково.
Рядом проходит автомобильная дорога Т-1915.